# Kryptonit
Kryptonit (ang. Kryptonite) – fikcyjny pierwiastek z komiksów z udziałem Supermana, które wydawane są przez DC Comics. Pierwszy raz pojawił się w 1945 roku w słuchowisku radiowym The Adventures of Superman. W komiksie pojawił się dopiero wraz z wydaniem Superman vol. 1 #61 (1949). Jego nazwa pochodzi od nazwy fikcyjnej planety Krypton, z którego pochodzi, a ta zaś została zaczerpnięta od kryptonu (Kr) – pierwiastka chemicznego, z grupy helowców w układzie okresowym.
Kryptonit to pozaziemski promieniotwórczy pierwiastek z planety Krypton, którego działanie jest piętą achillesową Supermana i innych Kryptonian. Kryptonit ukazywany był w najróżniejszych formach i kolorach (każdy rodzaj wywoływał odmienny efekt). W 1971 roku, redaktor serii Superman, Julius Schwartz usunął motyw kryptonitu z kanonu. Został przywrócony dopiero wraz z wydaniem w 1986 roku mini-serii Man of Steel. Słowo kryptonit przeszło do języka angielskiego jako kolokwialne określenie czyjejś słabości.
Motyw Kryptonitu pojawiał się również we wszelkiego rodzaju adaptacjach komiksów o przygodach Supermana, stając się nieodzownym elementem jego franczyzy.

## Opis
Kryptonit został opisany w Action Comics vol. 1 #291 (1962) jako „jedyną rzecz we wszechświecie, jakiej powinien obawiać się Człowiek ze stali”, gdyż emituje on promieniowanie, które może być śmiertelne dla Supermana i innych przybyszów z planety Krypton. Powstał na rodzimej planecie Supermana o nazwie Krypton, w wyniku reakcji łańcuchowej w jądrze planety. Wraz z wydobywaniem się na powierzchnię tego pierwiastka, jego radioaktywne promieniowanie zaczęło zabijać miliony Kryptonian. Eksplozja planety Krypton spowodowała rozsianie się Kryptonitu po wszechświecie, a jego fragmenty znalazły się również na Ziemi jako meteoryty. Stały się one główną bronią różnych złoczyńców w walce z Supermanem. Z kryptonitu korzystali m.in. Lex Luthor, cyborg Metallo, a nawet Batman

### Rodzaje kryptonitu
| Kolor             | Uwagi |
| ----------------- | --- |
| Zielony           | najczęściej spotykana odmiana, która tradycyjnie pojawiała się w komiksach ze Złotej Ery Komiksu (1938-1954) i Srebrnej Ery Komiksu (1956-1969). Zetknięcie się z nim może być śmiertelne dla Kryptonian (zwłaszcza jeśli w porę nie zostanie usunięty z ich bliskiej odległości). Jego działaniu towarzyszy utrata nadludzkich mocy. Nawet niewielki odłamek może powalić Kryptonian. W niektórych historiach Superman niszczył kryptonit swoim wzrokiem emitującym promieniowanie cieplne, jednak w przypadku dużej ilości skał kryptonitowych było to niemożliwe. Bizarro natomiast czerpie swoją nadludzką moc właśnie z zielonego kryptonitu. |
| Czerwony          | Choć jego działanie nie jest śmiertelne, czerwony kryptonit powoduje chwilowe obezwładnienie kryptonian (trwające zwykle dobę). W historiach komiksowych z okresu Srebrnej Ery Komiksu jego działanie wywoływało najróżniejsze skutki: zamieniało Supermana w olbrzymią mrówkę, doprowadzało superbohatera do szaleństwa na okres 48 godzin, lub uniemożliwiło mu pisanie lub mówienie w języku innym niż jego rodziny (kryptoński). |
| Kryptonit-X       | kryptonit-X (X-Kryptonite) obdarzył supermocami kota Supergirl - Streaky'ego. |
| Niebieski         | Jest niebezpieczny tylko dla mrocznego sobowtóra kryptończyków - Bizarro i związanych z nimi istot ze „świata Bizarro”. W serialu Tajemnice Smallville odbierał on całkowicie moc Kryptończyka, który znalazł się w jego pobliżu. Bizarro zostaje pokonany przy pomocy niebieskiego kryptonitu, ponieważ, jako przeciwieństwo Kal-El'a (Clarka Kenta), otrzymuje przy jego pomocy ogromną dawkę energii, która doprowadza do rozpadu jego ciała. |
| Biały             | Działa wyłącznie na rośliny. |
| Złoty             | Trwale pozbawia mocy Supermana. |
| Czarny (Harun el) | Powstaje w wyniku napromieniowania (podgrzania do skrajnych temperatur) kryptonitu zielonego. Rozdziela Kryptończyka na dwa osobne byty reprezentujące dobro i zło. W pierwszym odcinku czwartego sezonu Tajemnic Smallville Clark Kent unicestwia przy jego pomocy swoje złe alter ego. W siedemnastym odcinku czwartego sezonu tego serialu wybuch czarnego kryptonitu doprowadza do podziału na dwie osoby Lexa Luthora, lecz także - pod koniec odcinka - czarny kryptonit powoduje ponowne scalenie tych dwóch. |
| Srebrny           | Skaleczenie odłamkiem srebrnego kryptonitu powoduje u Kryptończyka halucynacje i paranoje. |

## W innych mediach
- W filmie Superman (Superman: The Movie) z 1978 w reżyserii Richarda Donnera, fragment kryptonitu został odnaleziony przez Lexa Luthora (Gene Hackman) w Addis Abeba. W czasie konfrontacji z Supermanem (Christopher Reeve), Luthor zawiesił na jego szyi łańcuch z zabójczym dla superbohatera kawałkiem skały. Superbohatera uratowała kochanka złoczyńcy, panna Eve Teschmacher (Valerie Perrine)..

- W filmie Superman III (Superman III) z 1983 roku w reżyserii Richarda Lestera, miliarder Ross Webster (Robert Vaughn) dążąc do zgładzenia Supermana, nakazał stworzenie syntetycznego kryptonitu. Jego programista Gus Gorman (Richard Pryor), aby zrekompensować ostatni, nieznany mu składnika kryptonitu, używa smoły. W wyniku tego powstaje zupełnie nowy minerał, który zamiast pokonać Supermana, zmienił jego osobowość. Odtąd bohater stał w siejącego grozę złoczyńcę, aż w końcu podzielił się na dwie różne postacie: dobrego Clarka i złego Supermana. Po pokonaniu swojej mrocznej natury, Supermanowi przyszło zmierzyć się z superkomputerem Gormana, który wykorzystywał promienie kryptonitowe.

- W Superman: Powrót (Superman Returns) z 2006 w reżyserii z 2006 roku w reżyserii Bryana Singera, Lex Luthor (Kevin Spacey) kradnie z Muzeum Historii Naturalnej w Metropolis kawałek kryptonitowego meteorytu. Łączy go z kawałkiem samorosnących kryształów z Fortecy Samotności, dzięki czemu udaje się mu utworzyć sztuczny ląd i sztylet do zabicia Supermana (Brandon Routh).

- W serialu telewizyjnym Tajemnice Smallville (Smallville), kawałki kryptonitu spadły na miasteczko Smallville jako deszcz meteorytów, wraz przybyciem na Ziemię Kal-Ela (Tom Welling). U osób, które miały z nimi styczność, wywołały różnego rodzaju mutacje, obdarzając ich tym samym nadludzkimi zdolnościami.

- W filmie Liga Sprawiedliwych: Zagłada kryptonit jest w posiadaniu Batmana. Ponieważ ten opracował metody zneutralizowania każdego z poszczególnych członków Ligi Sprawiedliwych z nadprzyrodzonymi zdolnościami. Na wypadek, gdyby któryś przeszedł na stronę zła. Nikt o tym nie wie, aż wrogowie Ligi wykorzystali tę wiedzę przeciwko wszystkim.

- W serialu Liga Sprawiedliwych kryptonit jest w posiadaniu Batmana i nie ukrywa tego przed nikim. Nawet Superman uważa to za rozsądne, bo miał kilka chwil w których mało nie zdradził ideałów Ligi. Posiadaczem kryptonitu jest też Lex Luthor. Wydawało się, że nie jest szkodliwy dla ludzi. Z czasem okazało się, że zaczął go bardzo powoli zabijać. Ale na efekt trzeba było czekać o wiele więcej czasu niż u Kryptonian. Odizolowanie się od kryptonitu nie uzdrowiło go.